# フマーユーン廟
フマーユーン廟（フマーユーンびょう、英語: Humayun's Tomb、ヒンディー語: हुमायूँ का मक़बरा、ウルドゥー語: ہمایون کا مقبره）は、インド共和国の首都デリーにある、ムガル帝国の第2代皇帝フマーユーン（Nasiruddin Humayun、همايون）の墓廟。インドにおけるイスラーム建築の精華のひとつと評され、その建築スタイルはタージ・マハルにも影響を与えたといわれる。

## 沿革

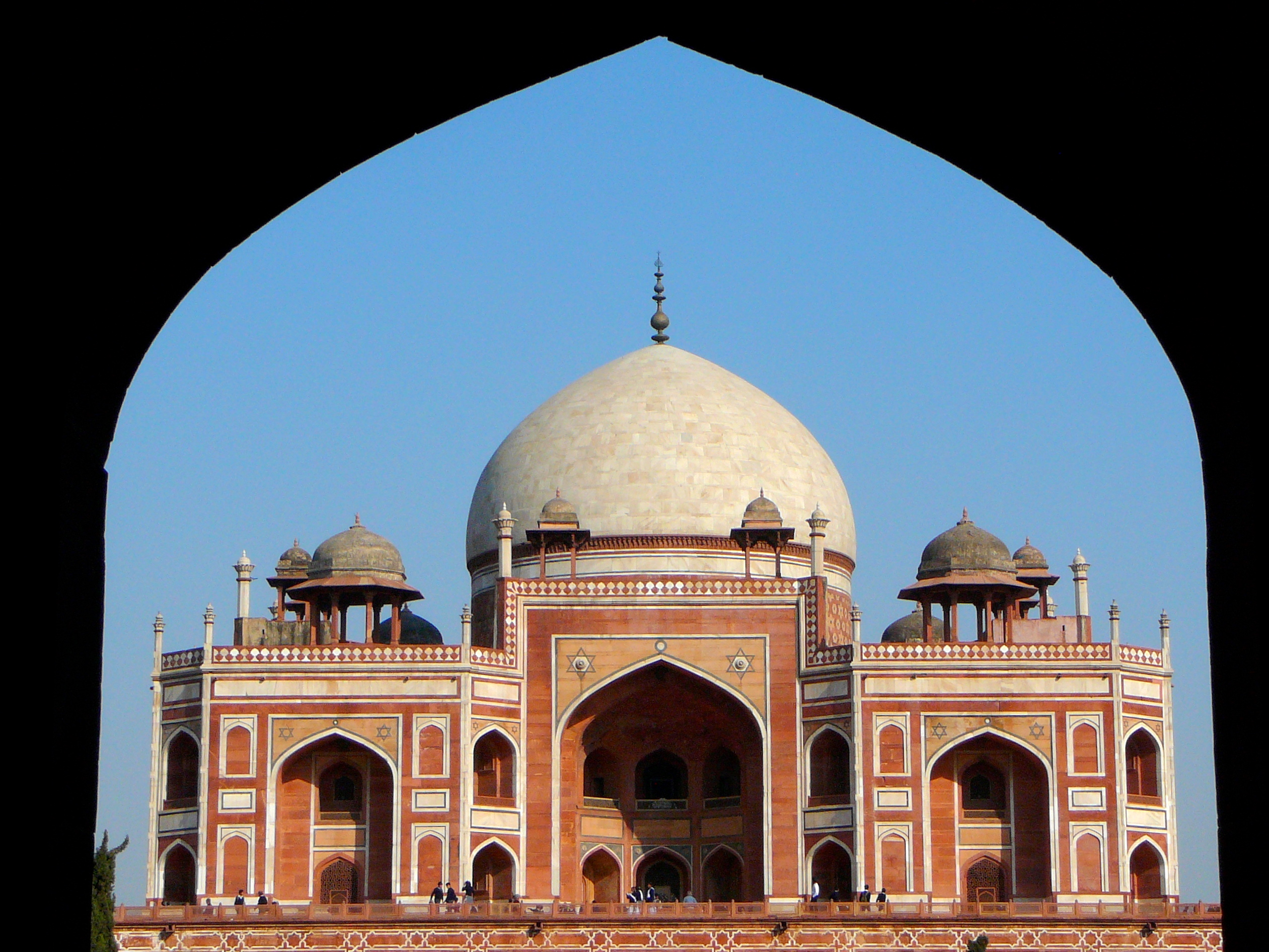
入口からみたフマーユーンの廟

ムガル帝国第2代皇帝フマーユーン は、1540年、ビハールの地をしたがえたパシュトゥーン人（アフガン人）の将軍でのちにシェール・シャーと名乗るスール族のシェール・ハンに大敗し、これ以降インド北部の君主の座を奪われてペルシアに亡命し、流浪の生活をおくった。やがてイラン（ペルシア）のサファヴィー朝の支援を受け、シェール・シャー死後の1555年にはアーグラとデリーを奪回して北インドの再征服に成功したが、翌1556年に事故死してしまった。
フマーユーン死後の1565年、ペルシア出身の王妃で信仰厚いムスリマであったハミーダ・バーヌー・ベーグム（ハージー・ベーグム）は、亡き夫のためにデリーのヤムナー川のほとりに壮麗な墓廟を建設することを命令した。時代は、アクバル大帝治世の前半にあたっていた。
伝えられるところによれば、ペルシア出身の建築家サイイド・ムハンマド・イブン・ミラーク・ギヤースッディーンとその父ミラーク・ギヤースッディーンの2人の建築家によって9年の歳月を経て完成されたという。その建築は、ムガル帝国の廟建築の原型を示すといわれている。
1993年、ユネスコ（国際連合教育科学文化機関）世界遺産（文化遺産）に登録された。

## 四分庭園

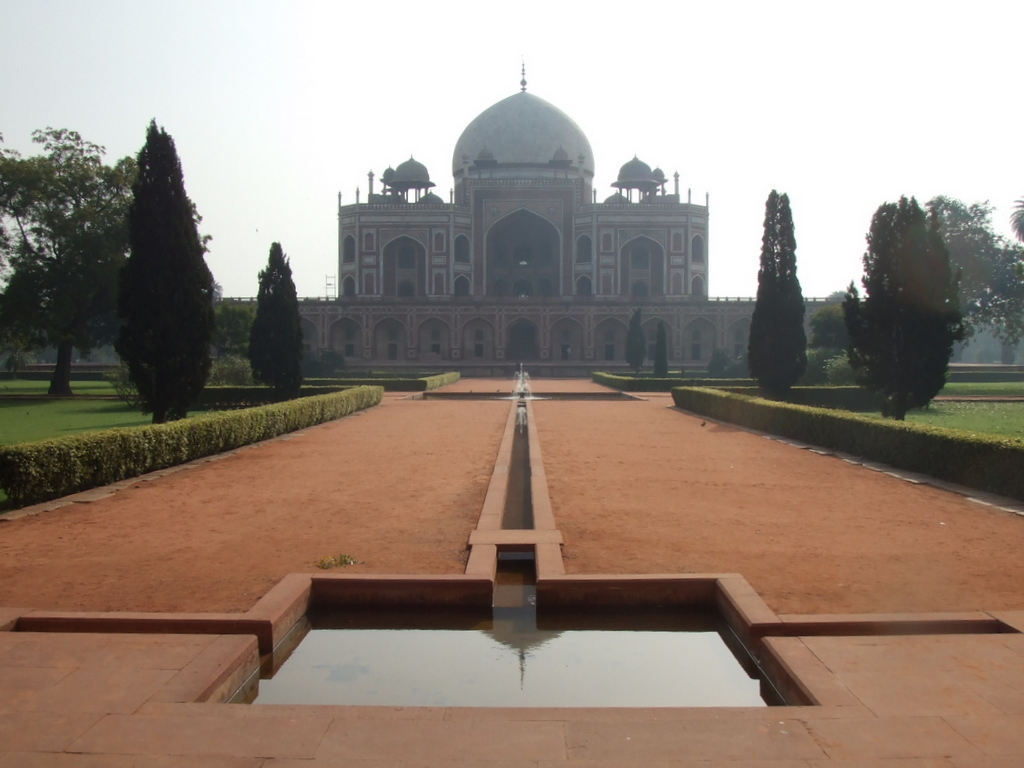
正面から見たフマーユーン廟

霊廟周囲の庭園は、ペルシア的なチャハルバーグ（四分庭園）となっており、10ヘクタール以上の広大な敷地を有する。四分庭園とは、四面同等の意匠をもち、4つの区画に分けられた正方形の庭園であり、庭園には水路や園路が格子状に走向して中形ないし小形の正方形をつくり、それぞれの交点には小空間や露壇、池泉などが設けられている。
フマーユーン廟の庭園は、インド亜大陸におけるチャハルバーグ形式の庭園としては最古のものであり、ペルシアの伝統が色濃く反映された、従来のヒンドゥー建築やインド・イスラーム建築には存在しなかった形式の庭園である。
優美な庭園はまた、しばしば「楽園の思想」の具現化であると評される。すなわち、中近東生まれの宗教であるイスラームにとって、塀によって囲まれ、日陰と水がふんだんにある庭とは、まさに「天上の楽園」を地上に模写した人工物だったのである。

## 霊廟建築

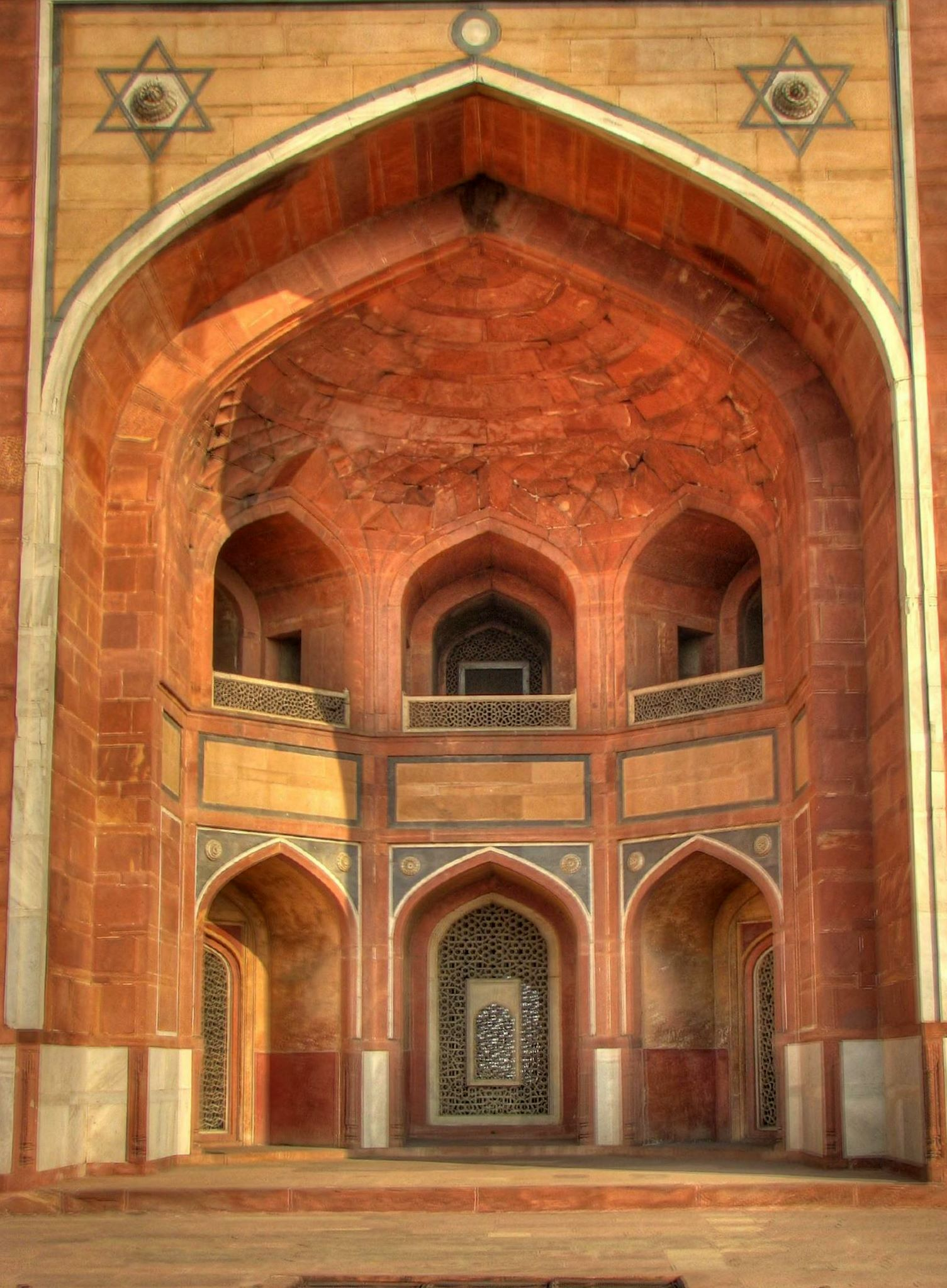
フマーユーン廟外側のアーチ。イーワーンの凹みは二段階になっている

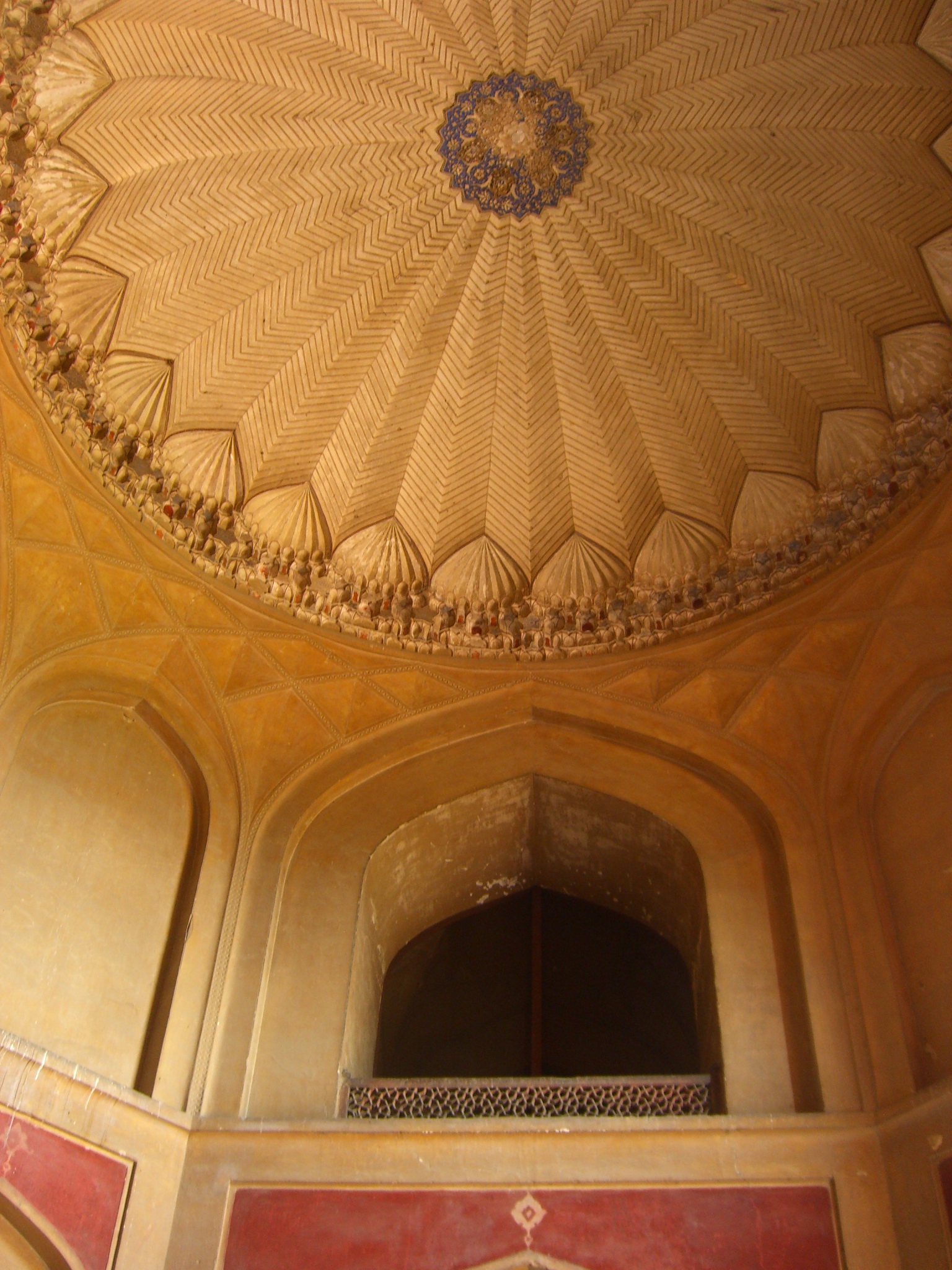
内側ドームの天井

霊廟は上下の二層構造をとっており、東西南北の四面それぞれは同じ立面（ファサード）をもっている。
霊廟の中心には玄室が設けられており、その外側にアーケードをめぐらせた低平な下層（基壇）は、一辺およそ95メートルの矩形をなして高さは約7メートルに達している。その上方に設けられた上層建築は一辺およそ48メートルであり、中央墓室を4つの正方形の墓室が対角上に取り巻くような形状に配置されており、各面に対し、アーチ状の天井をもつイーワーンをひらいている。それぞれのファサード（正面）は、赤色の砂岩に白色の大理石を組み合わせて幾何学的な文様が華やかにデザインされている。ここではまた、象嵌の手法も採り入れられている。

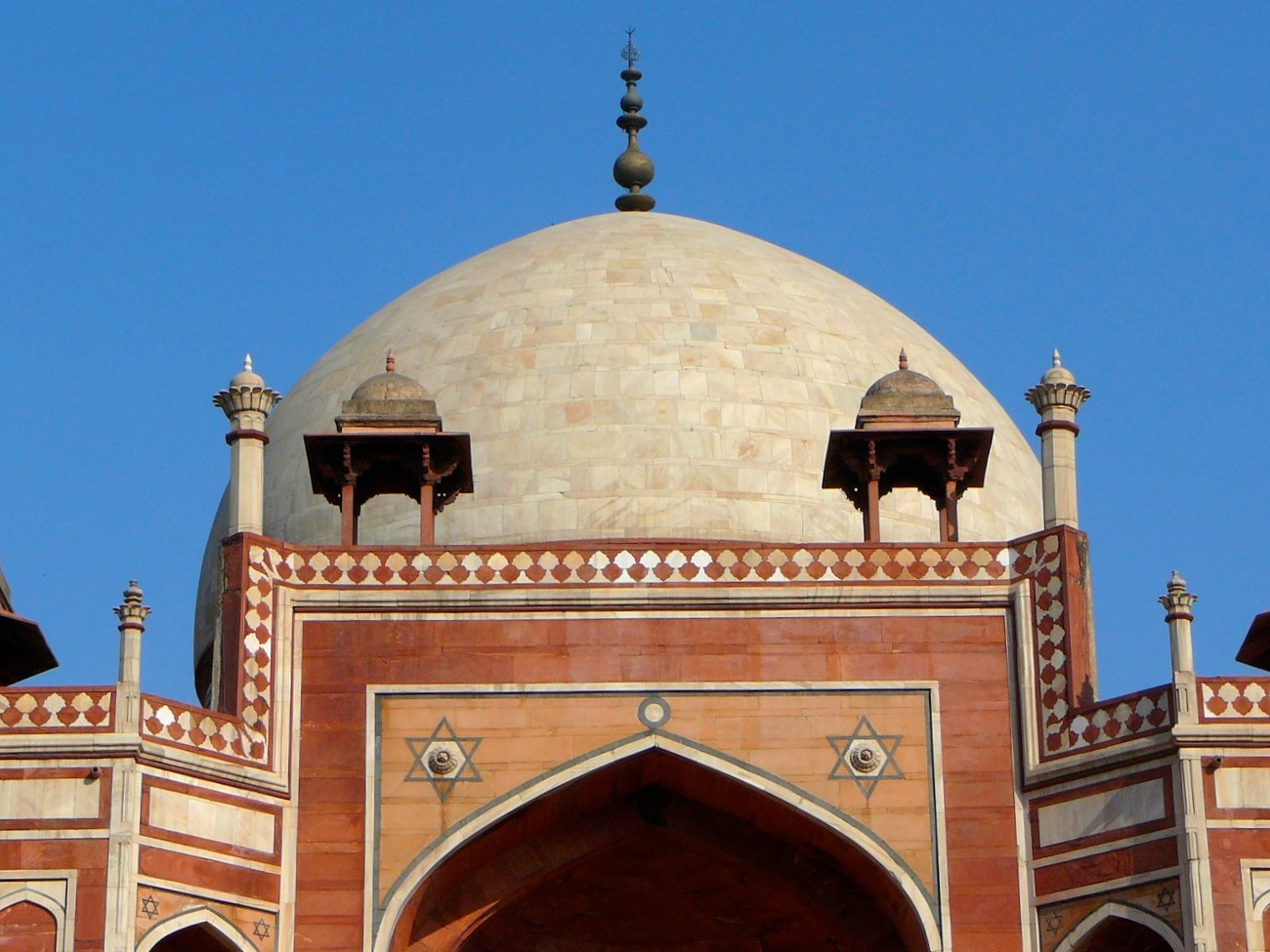
砂岩と大理石を組み合わせた上層建築。ヒンドゥーの建築技法があらわれたチャトリや小さなミナレット（尖塔）がイーワーン上部を装飾する

霊廟の中央広間には、屋根と天井を切りはなした中央アジア的な二重殻のドームを有する。外殻ドームは総白大理石で、その最頂点までの高さはおよそ38メートルにおよんでいる。ドーム屋根の周囲には柱で支えられた傘のような形状のチャトリー（小塔）が立ち並んでインド的印象を受けるが、これはペルシア風のアーチやドームを主体にした建築に、柱や梁を多用したヒンドゥー的装飾が各所にほどこされているためである。
外殻ドームの12メートル下には内部をおおうドームがあり、3連アーチ窓が2段に並んで玄室の天井としては好適な高さとなっている。この半円ドームは、周囲の墓室や四方のイーワーンを結びつける重要な空間となっている。
墓廟には、すべて合わせると計150人の死者が埋葬されている。フマーユーン、王妃ベーグム、王子ダーラー・シコー、そして、重きをなしたムガル朝の宮廷人たちの遺体である。玄室となる建物の中央にはフユマーンの墓として白大理石の石棺が置かれるが、これはいわば仮の墓、すなわち模棺（セノターフ）であり、実際のフマーユーンの遺体を納めた棺はこの直下に安置されている。このような形式は、中央アジアの葬送に由来している。宮廷人たちの棺については、資料を欠いており、それぞれの石棺がどのように配置されたか、その詳細はよくわかっていない。
建築史的には、同時代のペルシア建築と共通する要素が多いといわれているが、フマーユーン廟で採用された上層建築の形式は過去の廟建築にはみられず、むしろ宮殿パビリオンの系譜に連なる形式に属している。この形式は、アーグラ近郊シカンドラーに所在するアクバル廟や第4代皇帝ジャハーンギールの墓廟であるジャハーンギール廟には採用されなかったものの、第5代皇帝シャー・ジャハーンが第一王妃ムムターズ・マハルのためにアーグラに建てた墓廟「タージ・マハル」では再び採用されることとなった。

## 登録基準
この世界遺産は世界遺産登録基準のうち、以下の条件を満たし、登録された（以下の基準は世界遺産センター公表の登録基準からの翻訳、引用である）。
- (2) ある期間を通じてまたはある文化圏において、建築、技術、記念碑的芸術、都市計画、景観デザインの発展に関し、人類の価値の重要な交流を示すもの。
- (4) 人類の歴史上重要な時代を例証する建築様式、建築物群、技術の集積または景観の優れた例。

## ムガル帝国終焉の地

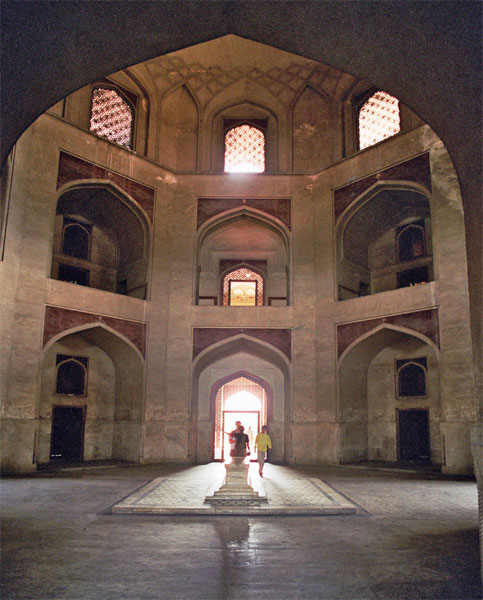
玄室となる内側ドームとフマーユーンの模棺
最後のムガル皇帝が捕らえられたのは模棺のそばであったといわれる

インドの歴史において、フマーユーン廟は、奇しくもムガル帝国終焉の舞台となった。1857年にはじまる反英蜂起、いわゆるインド大反乱の際、シパーヒーたちに擁立されたムガル朝最後の皇帝バハードゥル・シャー2世は、3人の王子とともにこの墓廟に避難した。しかし、皇帝はウィリアム・ハドソンの率いるイギリス軍によって捕縛され、裁判にかけられて帝位を剥奪された。翌1858年、バハードゥル・シャー2世は、年金をあてがわれた上で英領ビルマの首府ラングーン（現ヤンゴン）に追放された。

## アクセス・周辺地理
フマーユーン廟は、ニューデリー中心部（コンノート・プレイス）の南東約5キロメートル、インド門からは南東約2.6キロメートルの地点にあり、デリー首都圏の空の玄関口であるインディラ・ガンディー国際空港の東方やや北寄り約13キロメートル、デリー首都圏におけるターミナル駅のひとつであるハズラト・ニザームッディーン駅（en）の北北西約500メートルに立地する。
フマーユーン廟の周辺には、上述のスール朝のシェール・シャーの宮廷に仕えた貴族イーサー・ハーン・ニヤーズィー（en）の墓廟であるイーサー・ハーン廟、13世紀後半から14世紀前半にかけてのイスラームのスーフィーの聖者の墓廟ニザームッディーン廟、また、サブジ・ブルズ廟など、墓建築をはじめとするイスラームの宗教遺跡が数多く分布する。

## ギャラリー

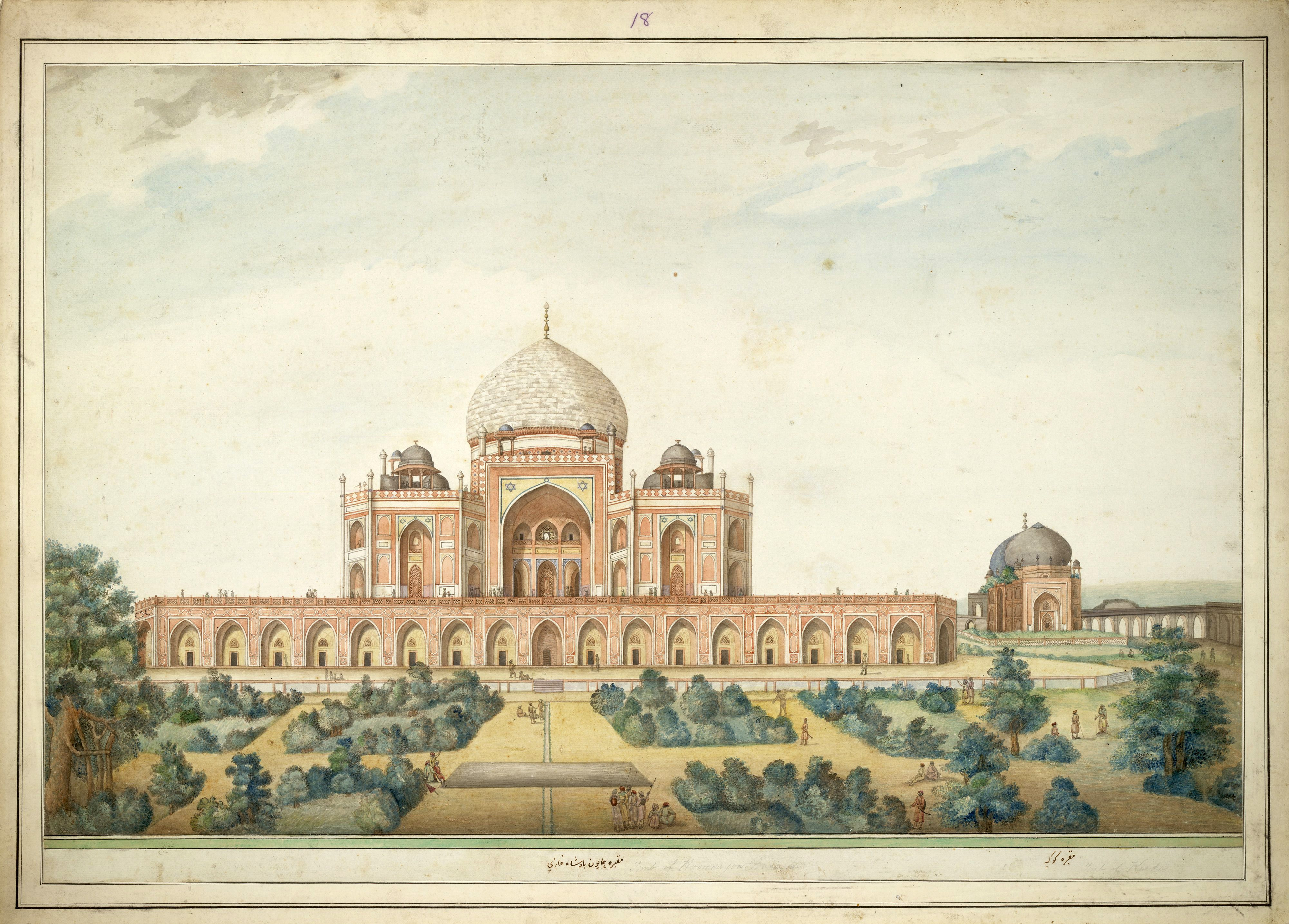
フマーユーン廟と庭園（1820年の絵画）
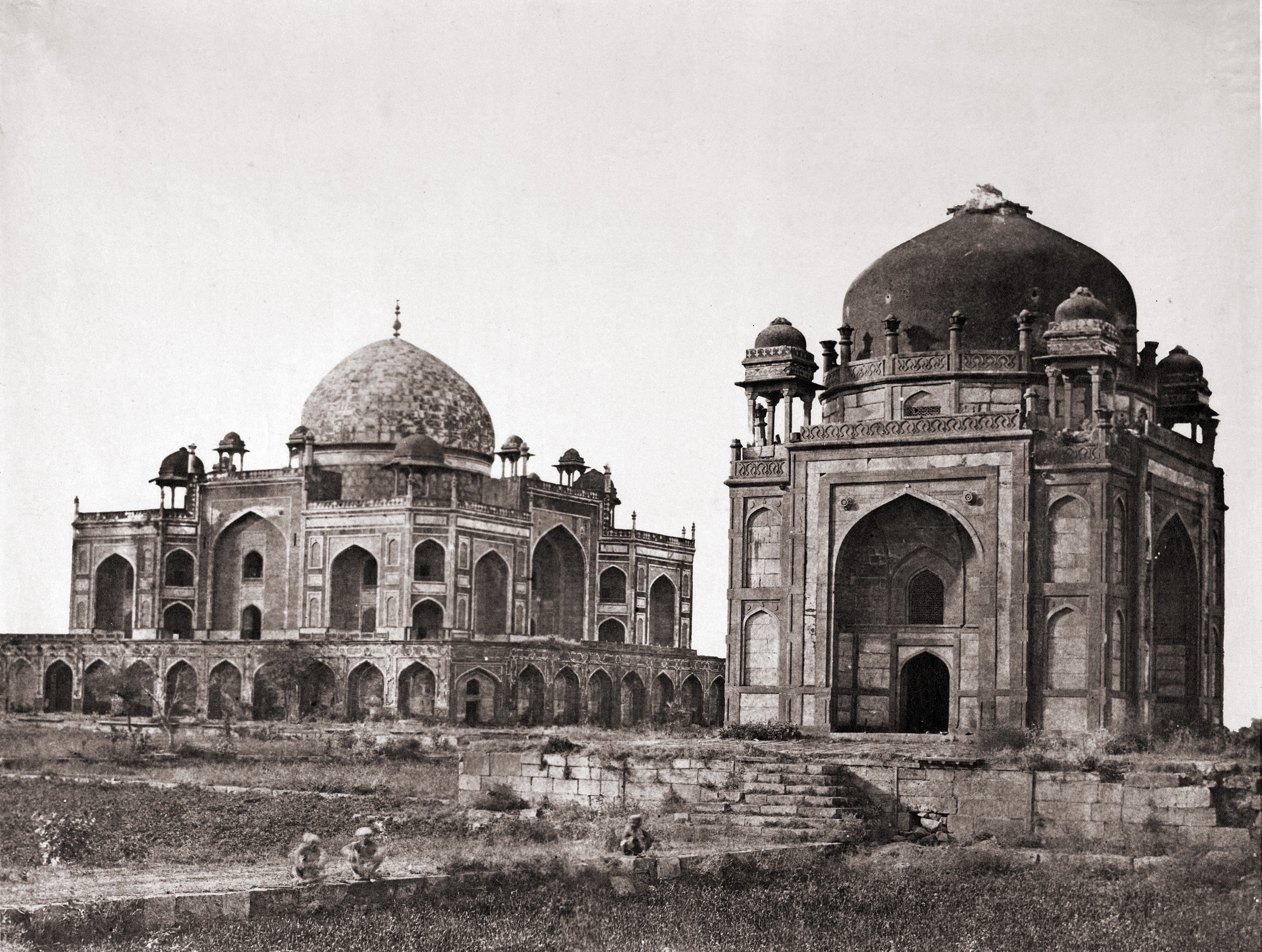
フマーユーン廟とナイカ・グンバド（フマーユーンの理髪師の墓）（1858年の写真）
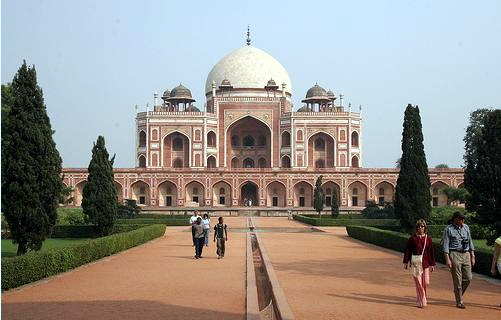
フマーユーン廟全景と庭園を散策する人びと
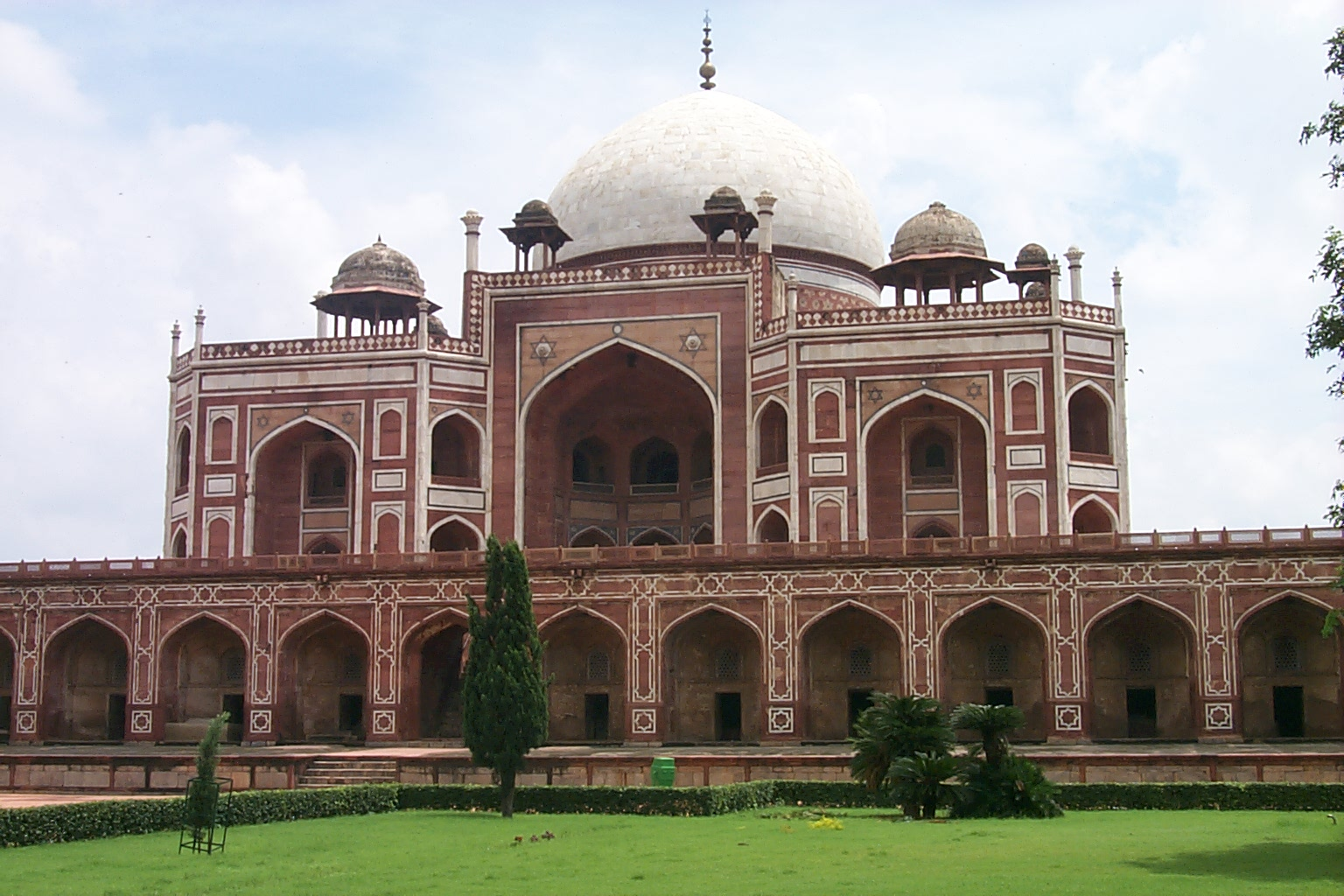
フマーユーン廟近景
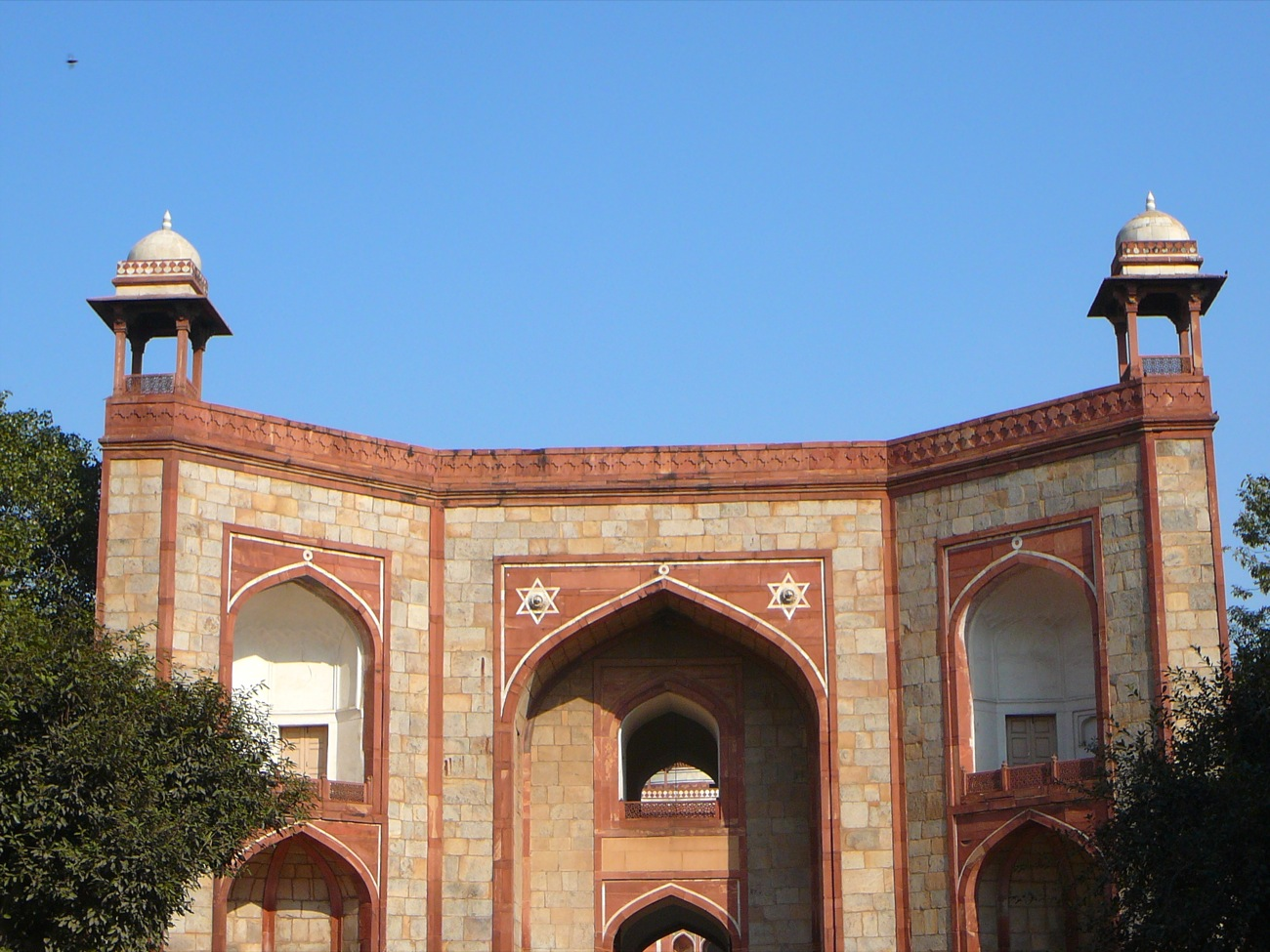
フマーユーン廟正面細部
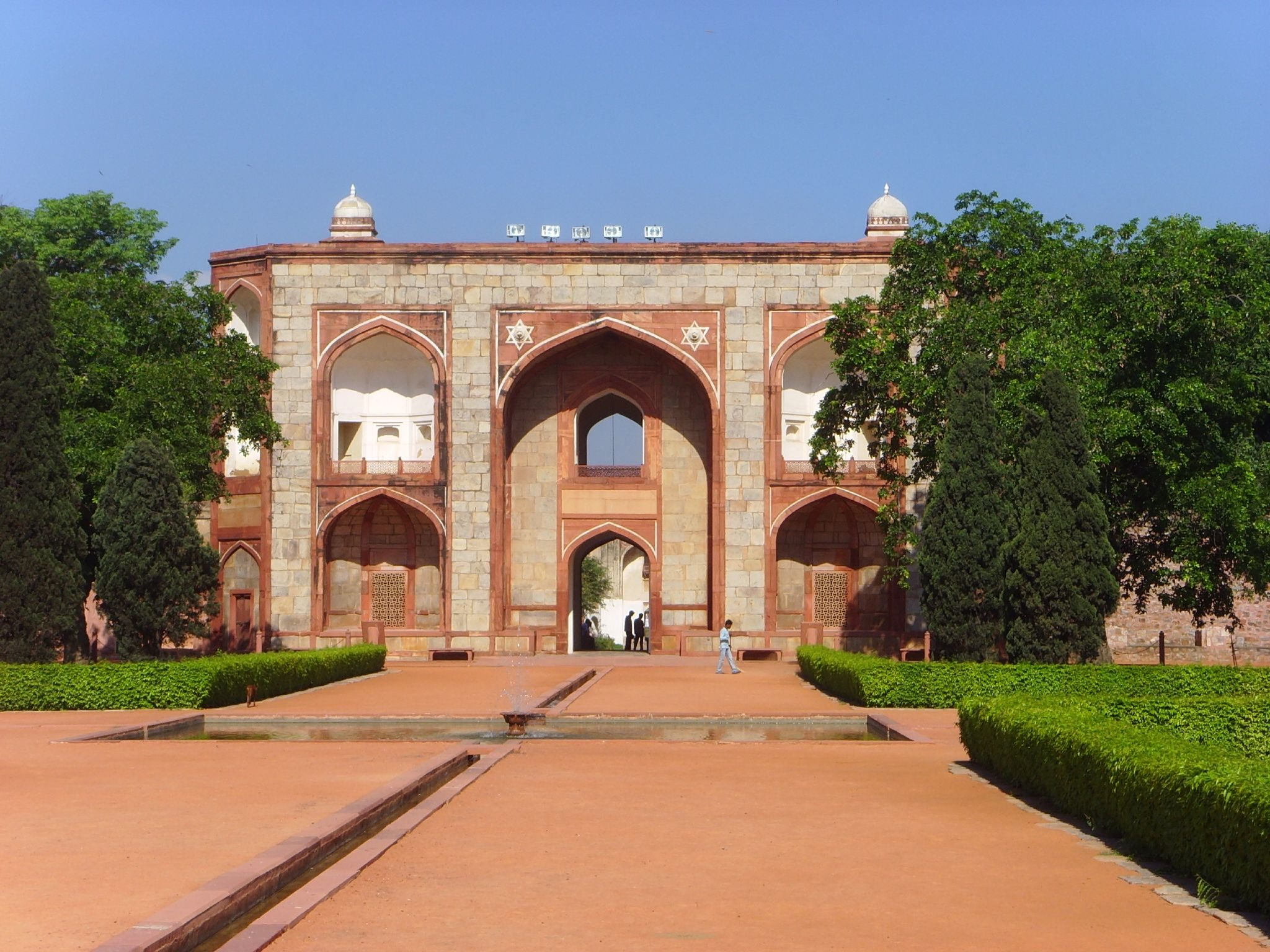
フマーユーン廟入口
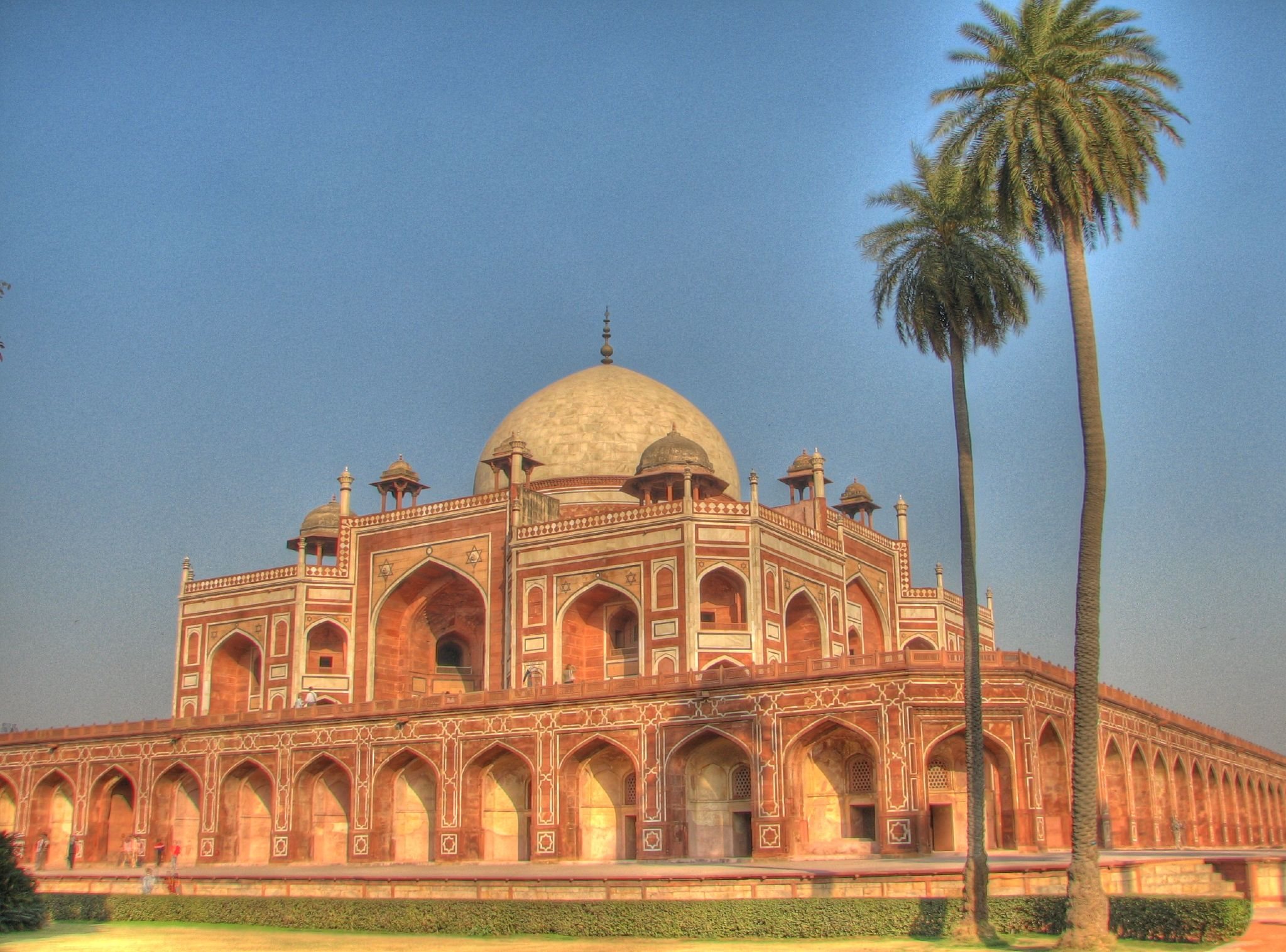
上層・下層の両矩形建築のうちの縁（へり）部分
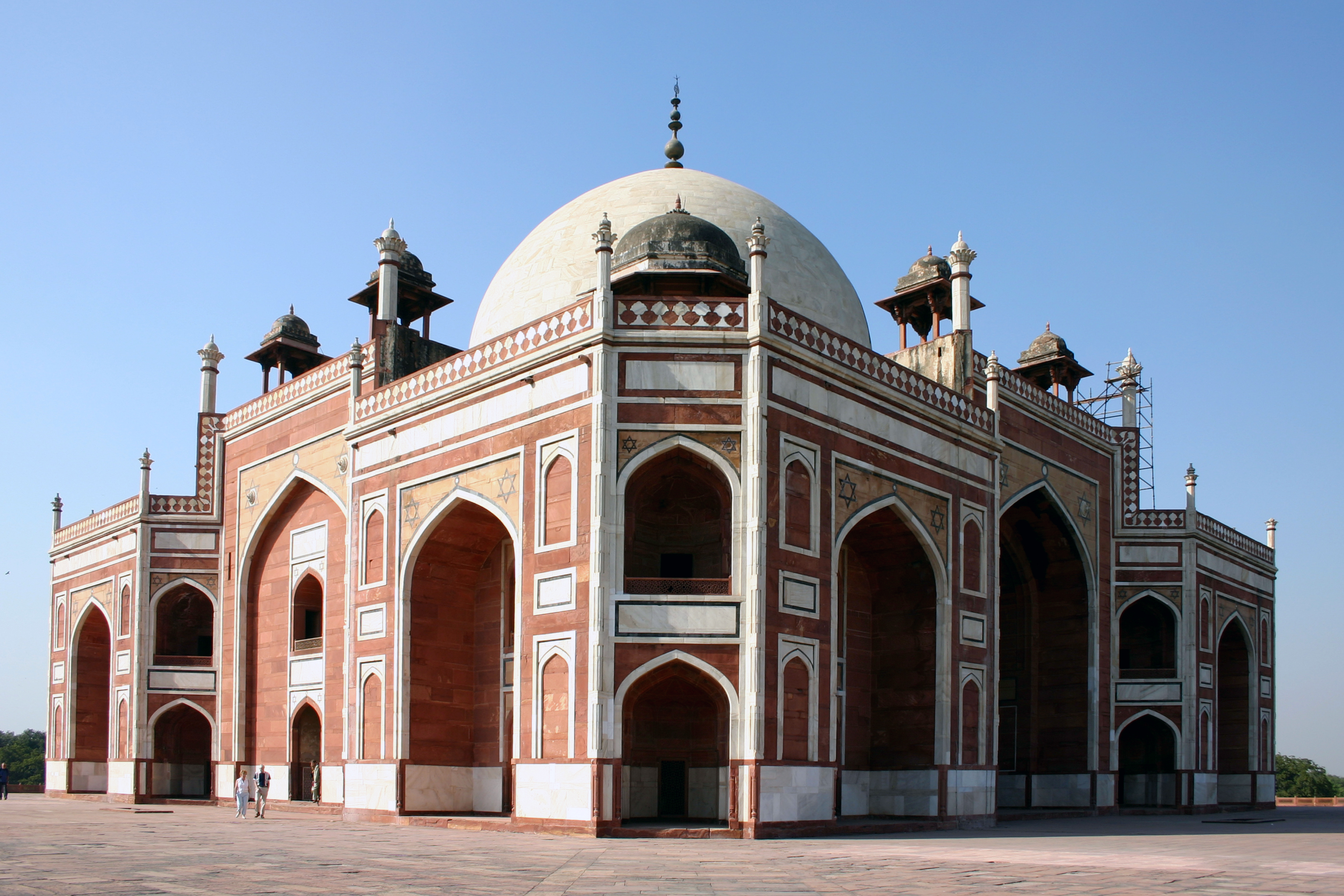
上層建築の4つの正方形は面取りがなされ八角形にもみえる
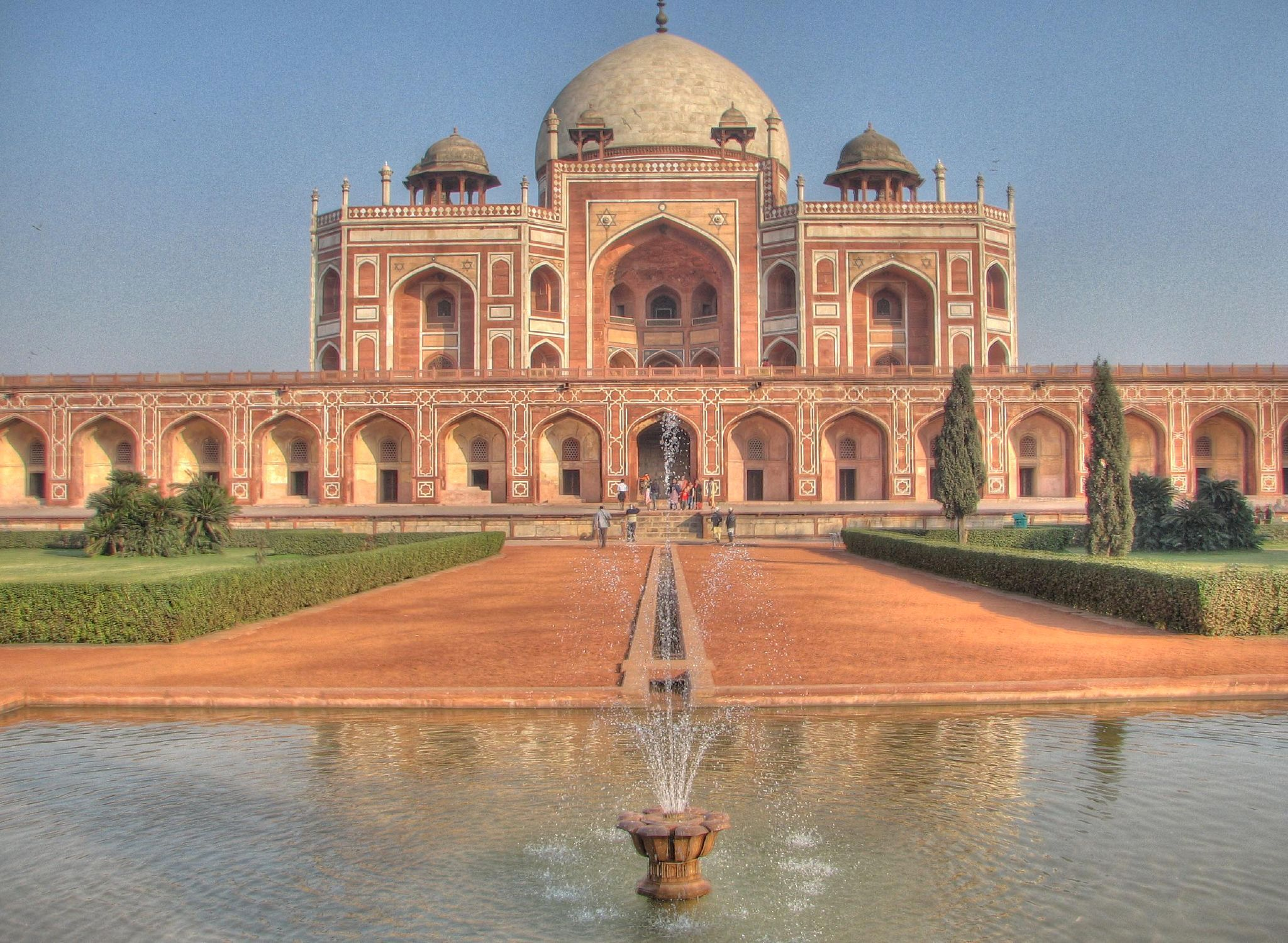
チャハルバーグ庭園先端部分に設けられた池泉
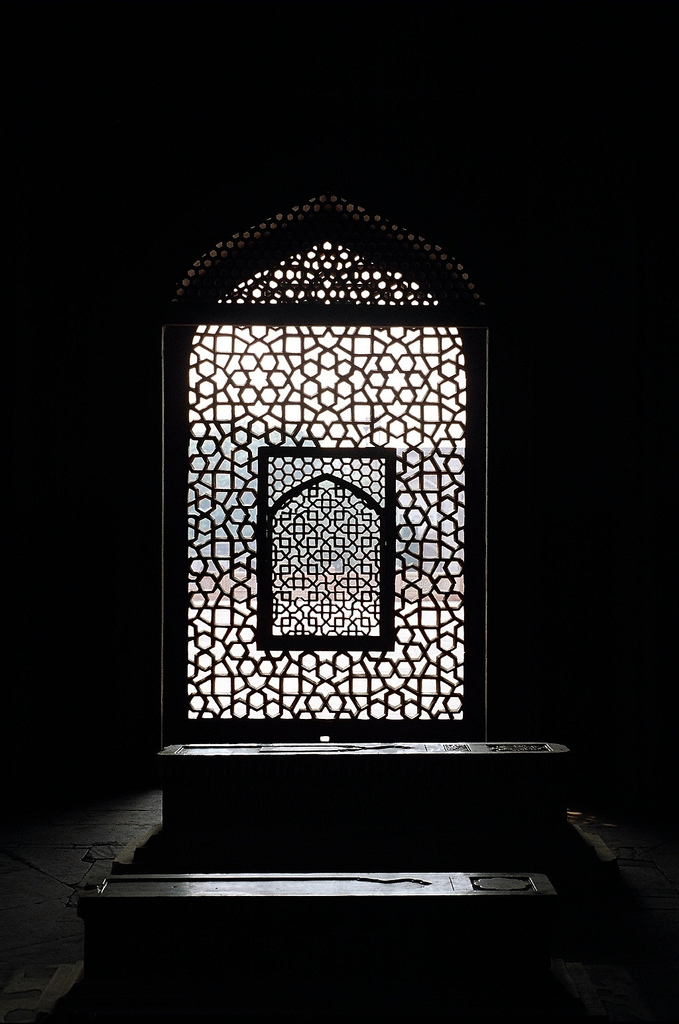
メッカの方向を向いたミフラーブに設けられた格子スクリーン
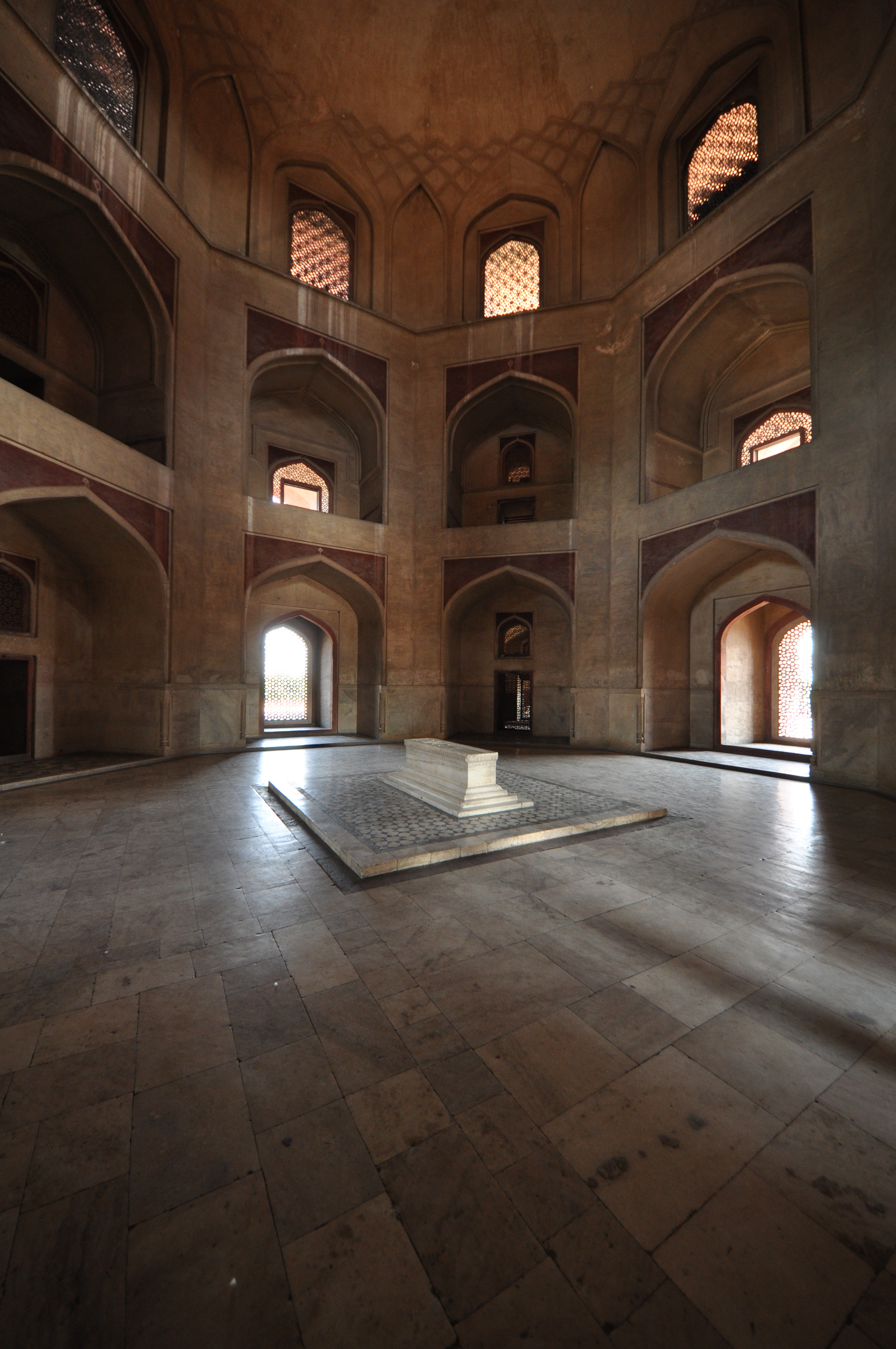
中央玄室とフマーユーンの模棺
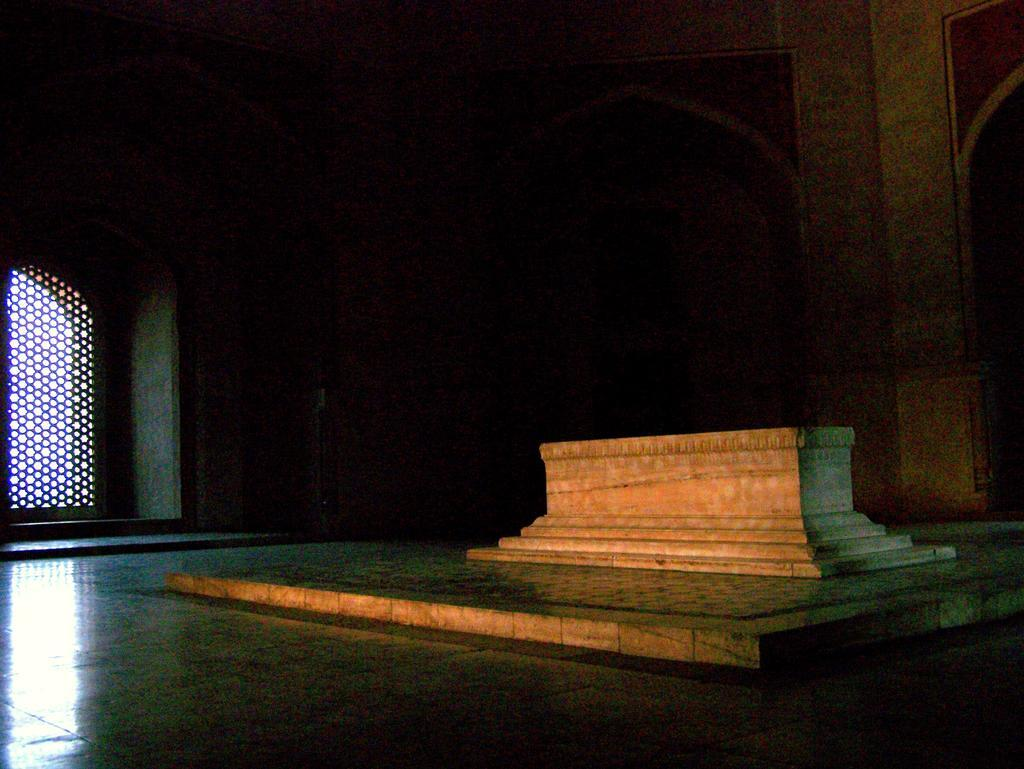
フマーユーンの模棺;遺体を実際に納めた棺はこの直下に安置されている
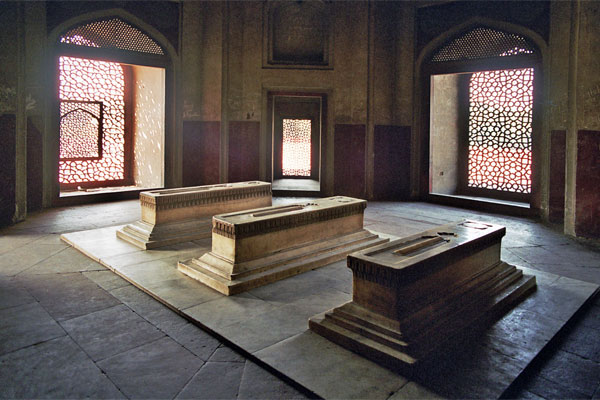
ハミーダ・バーヌー・ベーグムとダーラー・シコー等の模棺
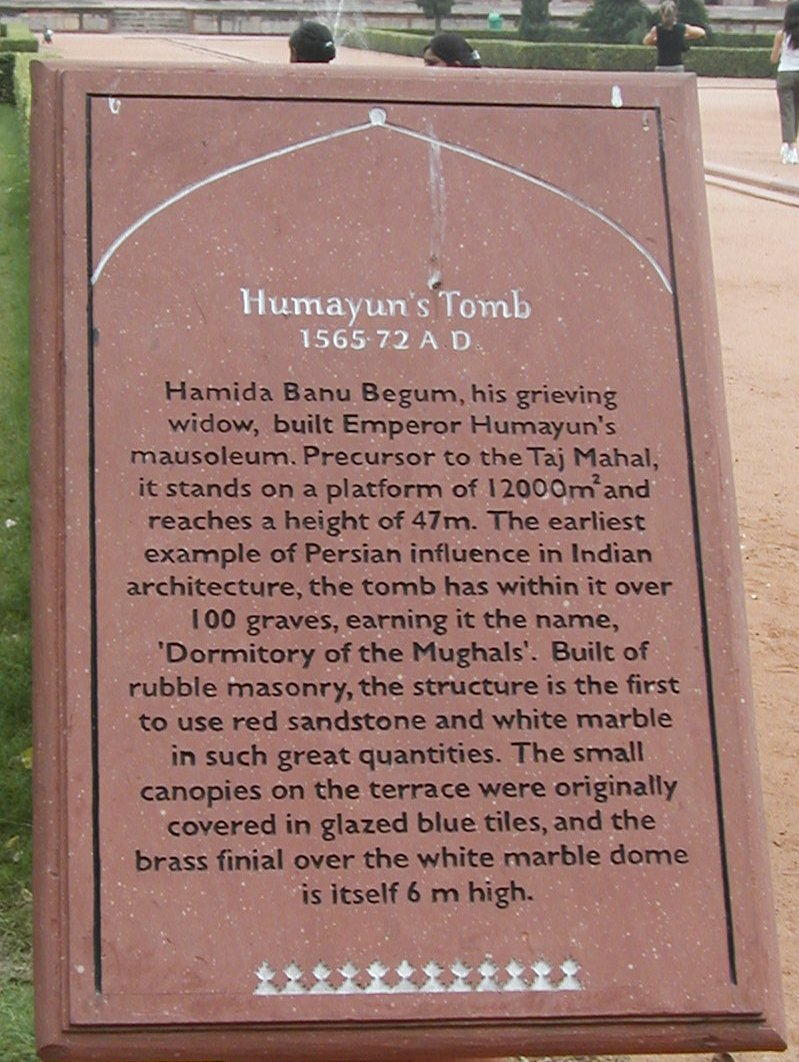
「フマーユーンの死を悼む未亡人ハミーダ・バーヌー・ベーグム…」ではじまる史跡案内板
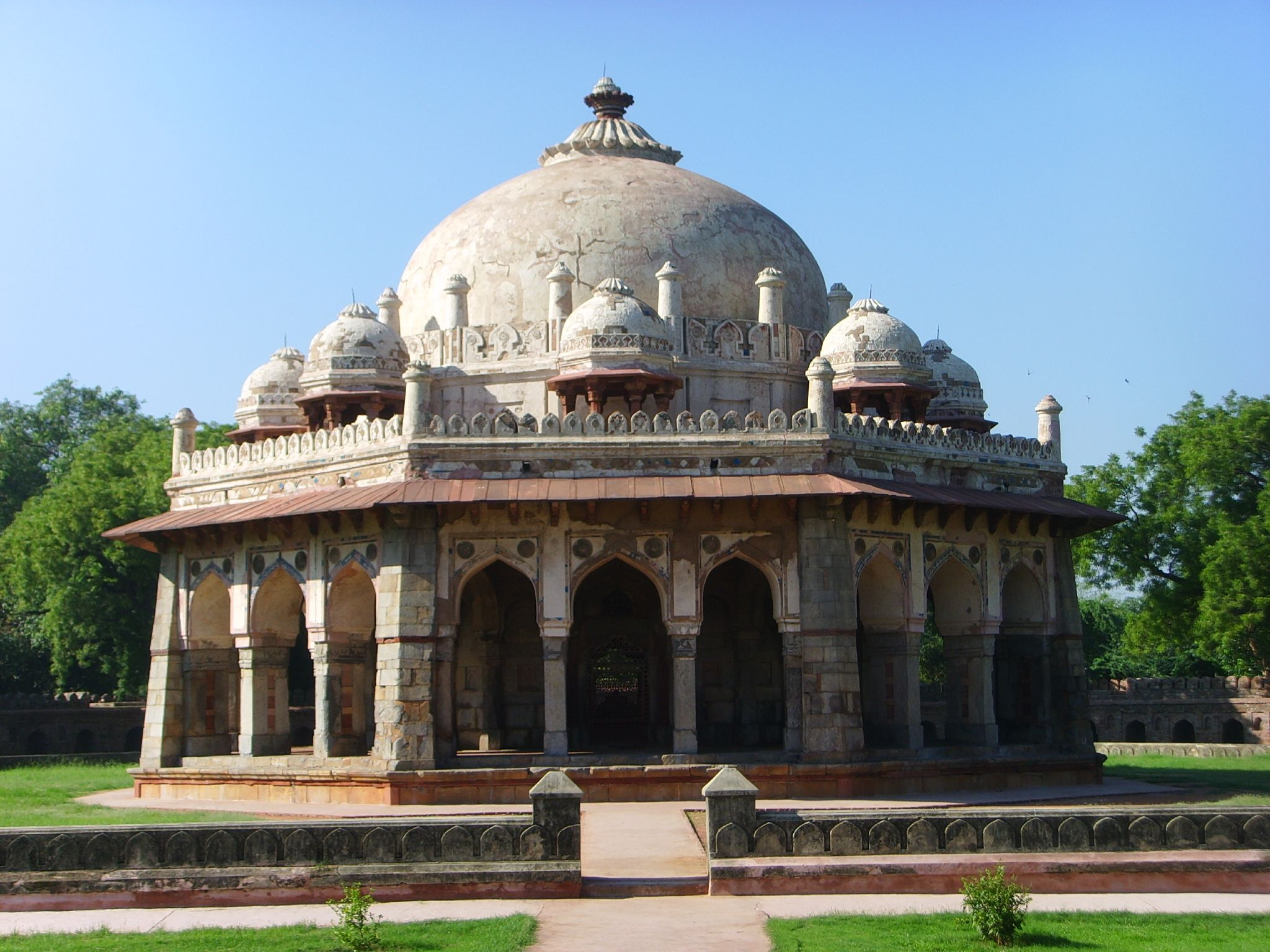
イーサー・ハーン・ニヤーズィー（en）の墓廟（1547年）
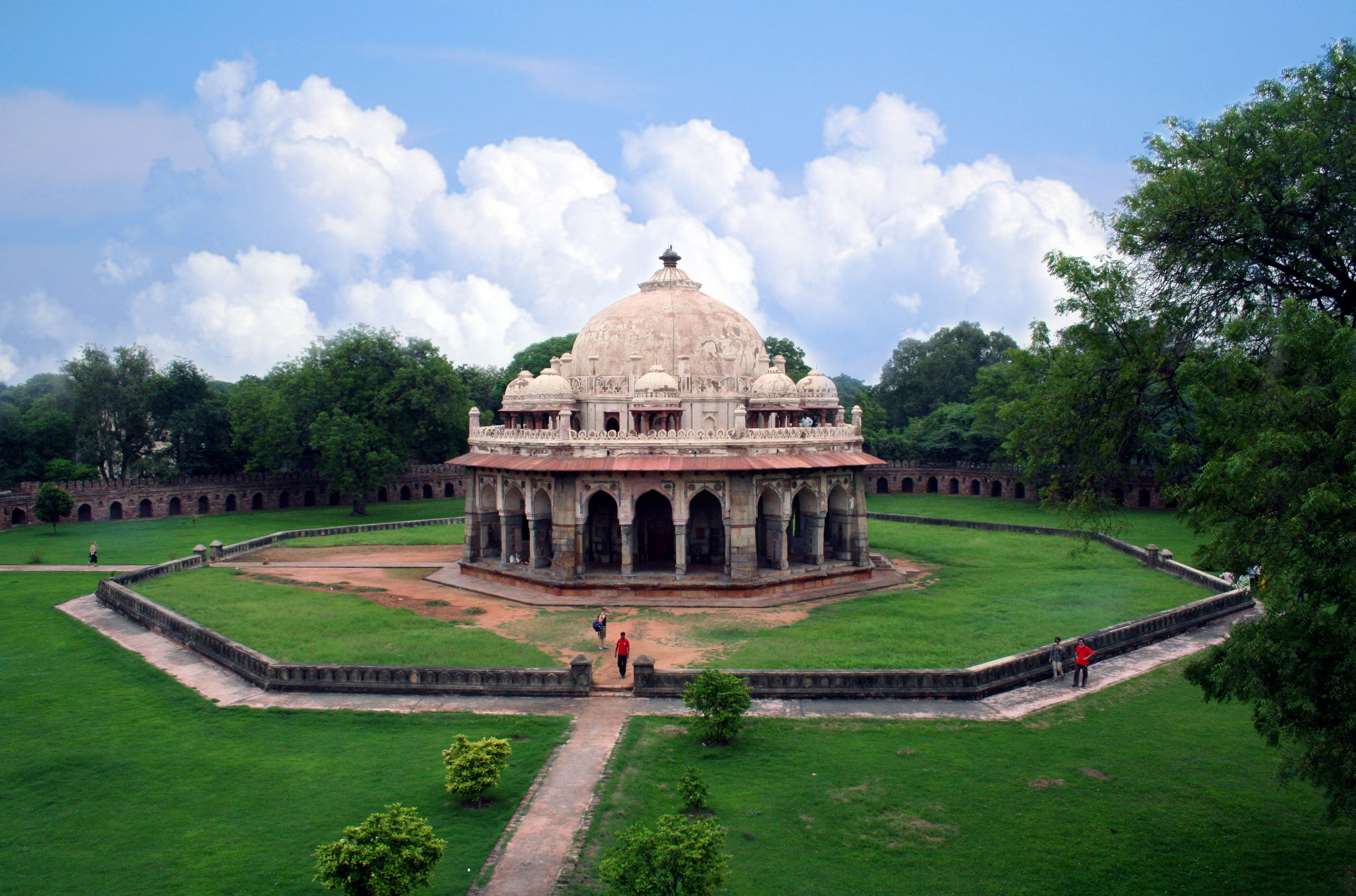
イーサー・ハーン廟
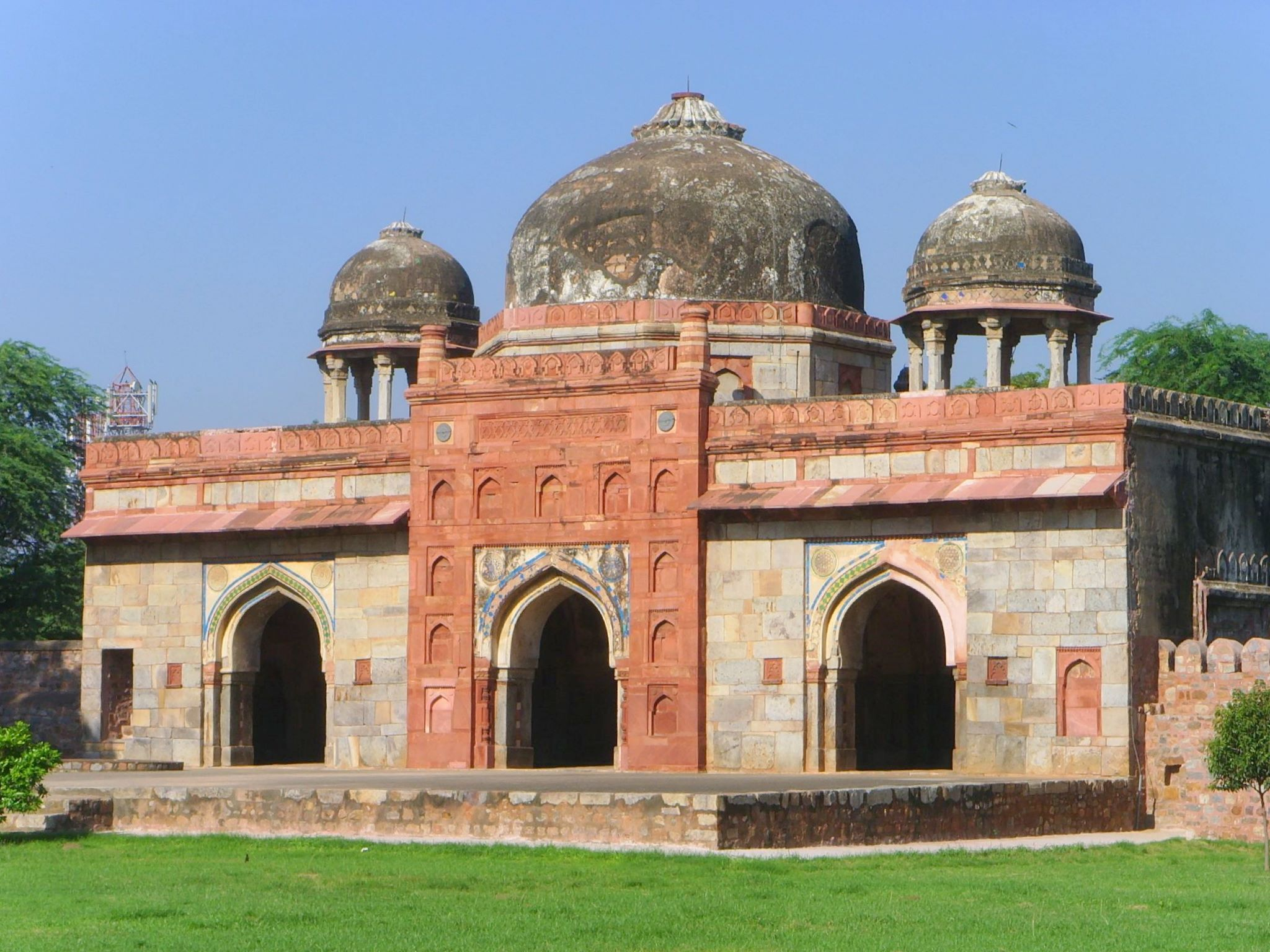
イーサー・ハーンのモスク
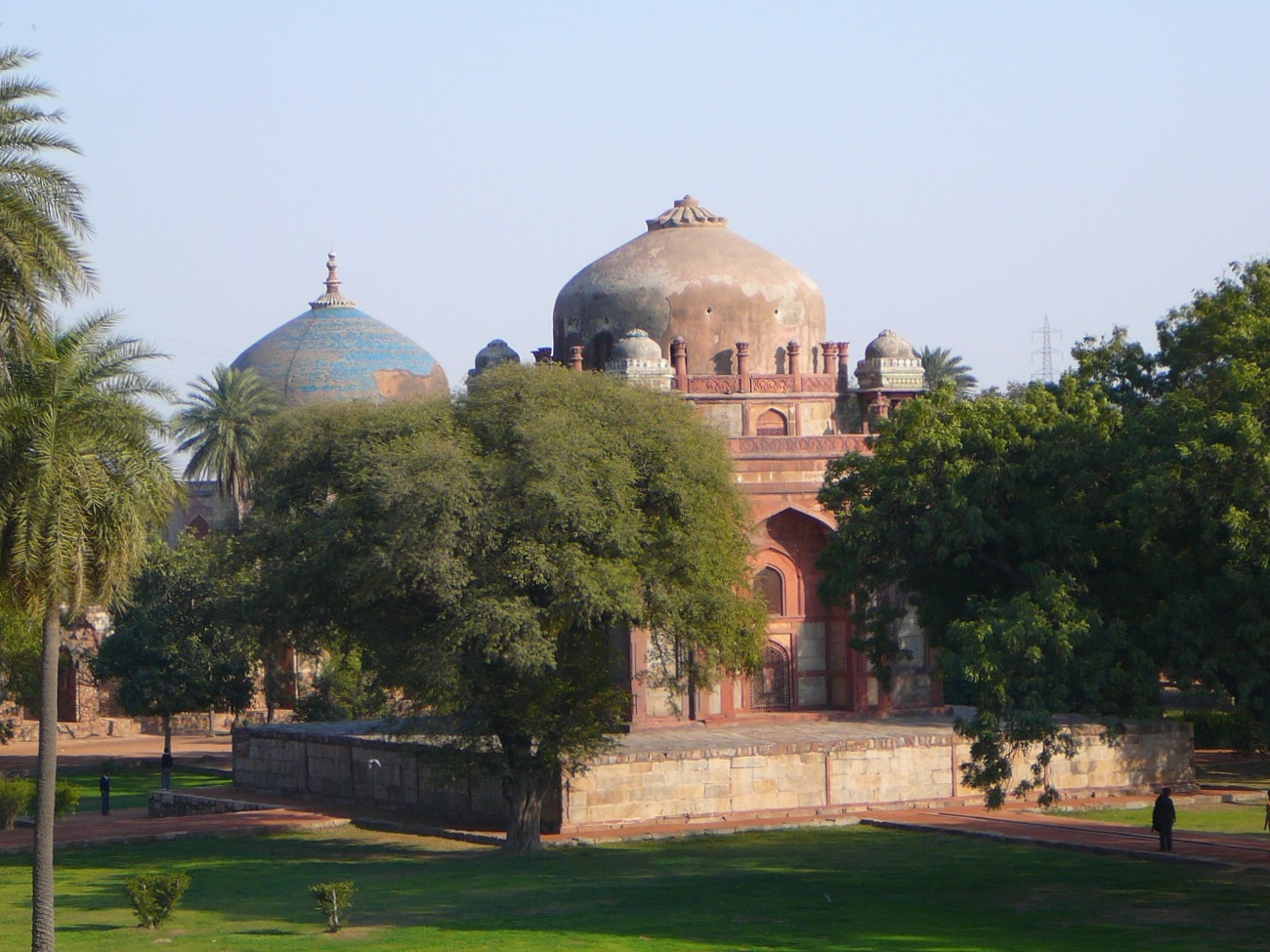
フマーユーン廟内のナイカ・グンバドと廟外のニラ・グンバド（青いドーム）
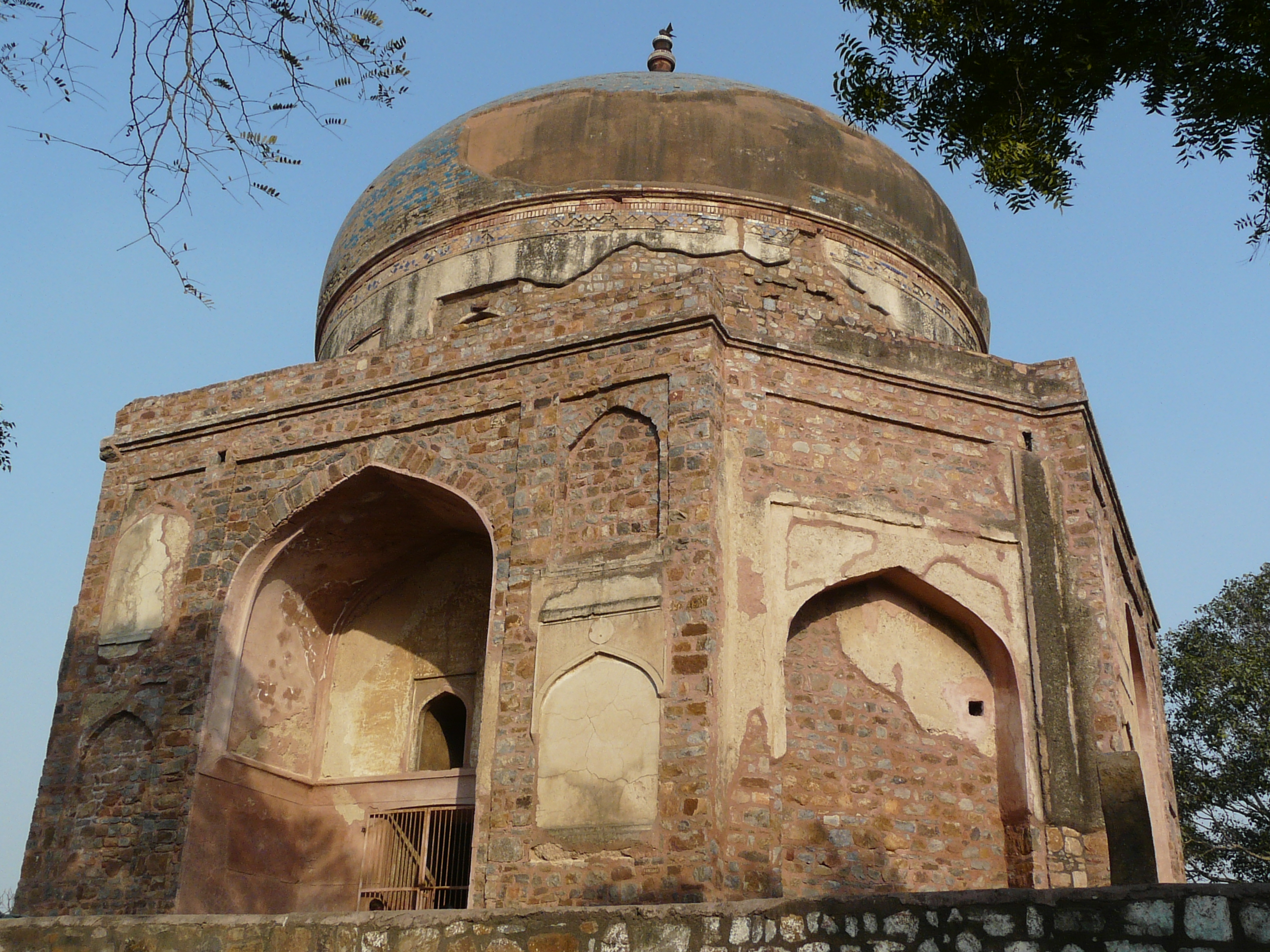
ニラ・グンバド;1625-26年頃にアブドゥル・ラヒーム・ハーンによって建てられた
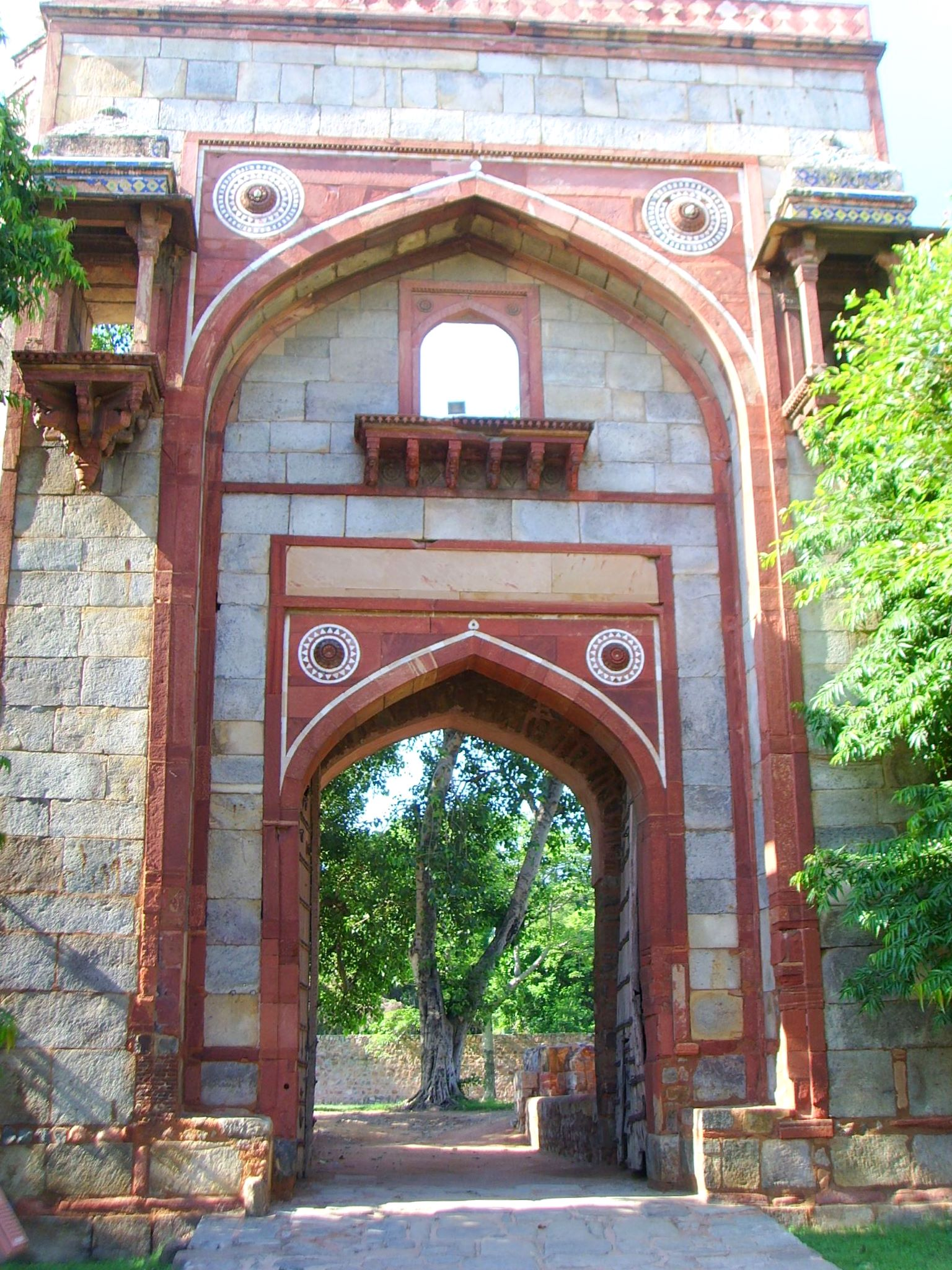
フマーユーン廟の南を通過して「アラブ・サライ」へ抜ける道
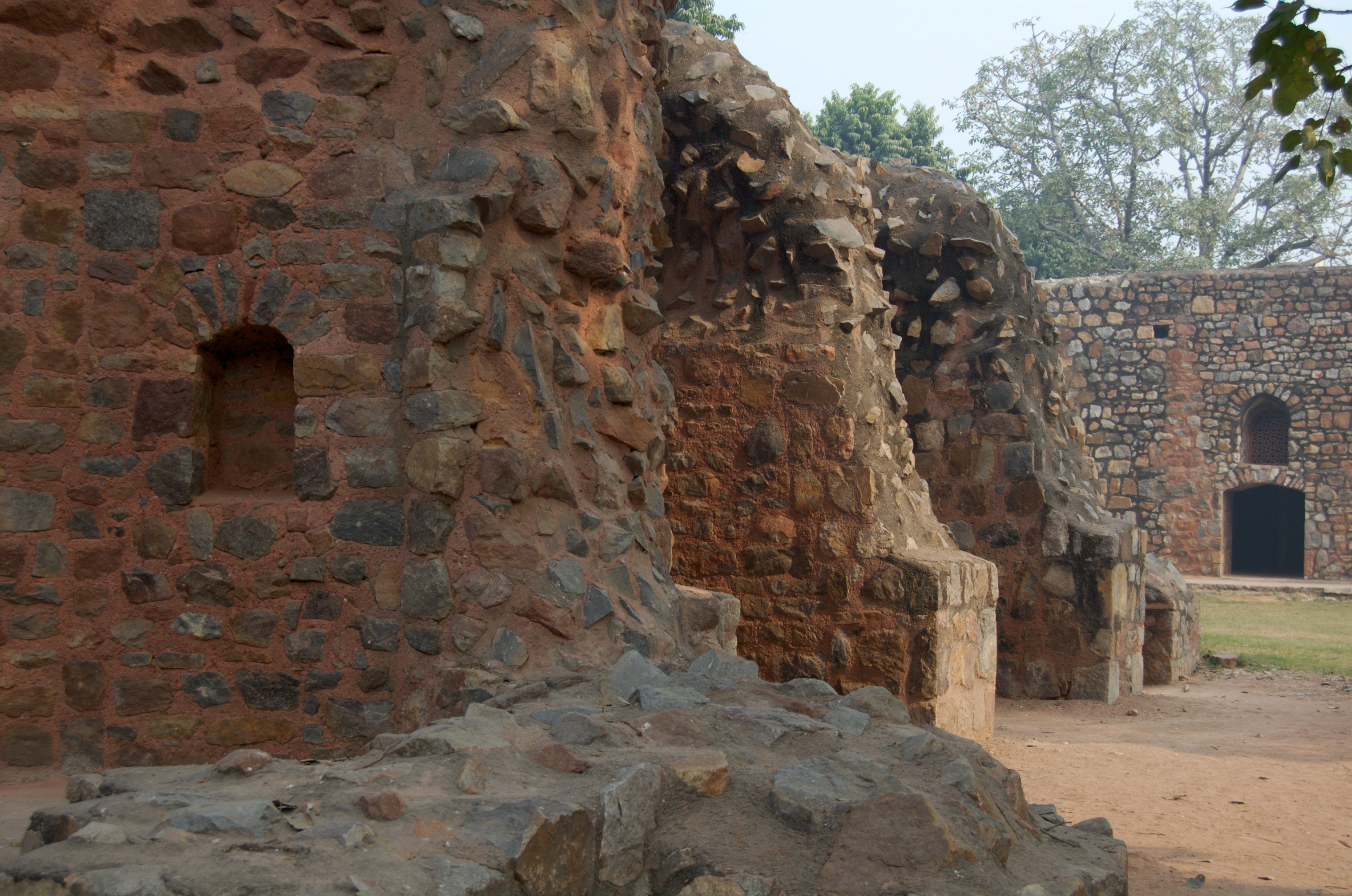
「アラブ・サライ」（アラブ人たちのためのレストハウス）;フマーユーン廟に近接している
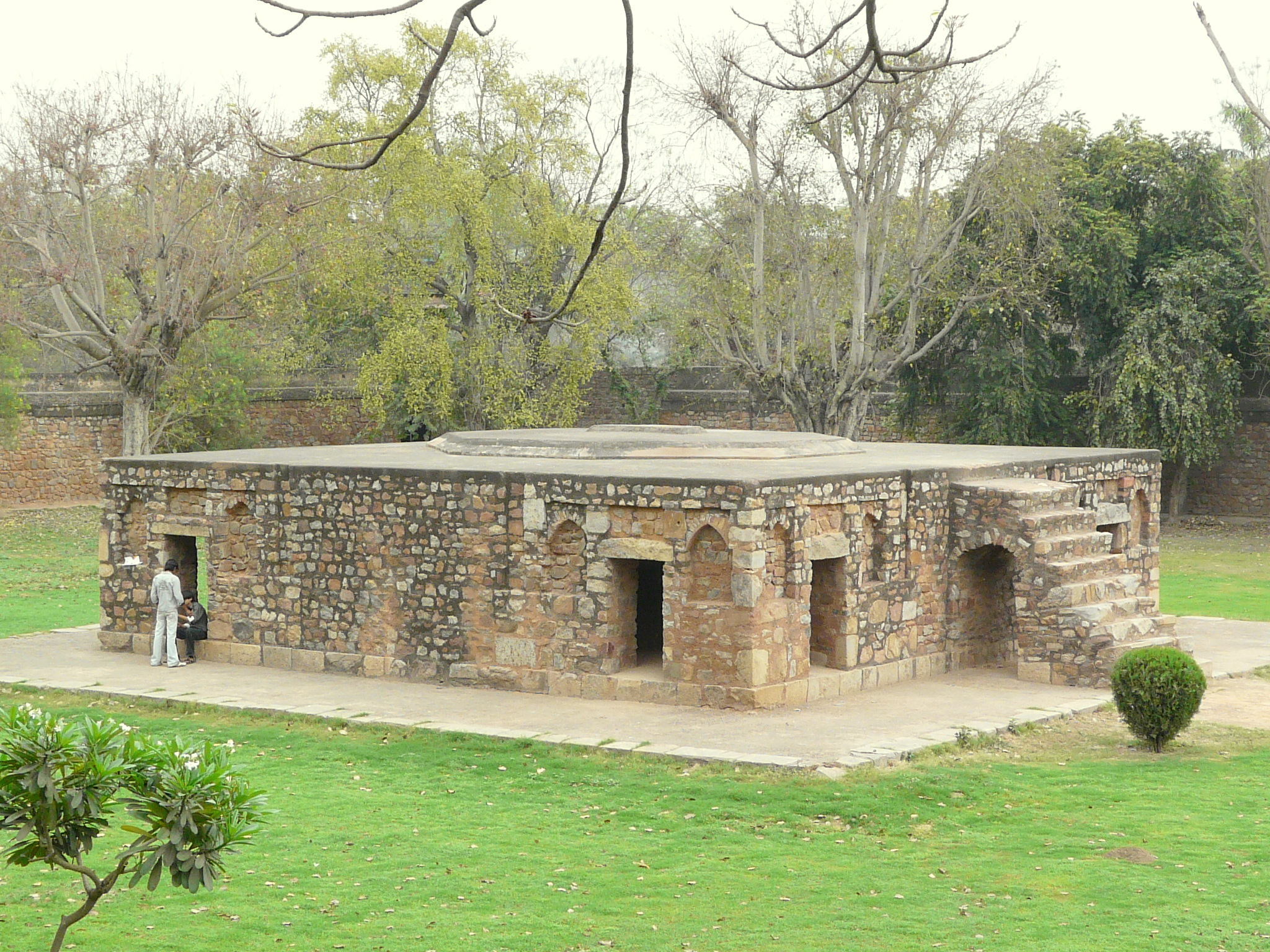
ブ・ハリマの墓と庭園（フマーユーン廟内）
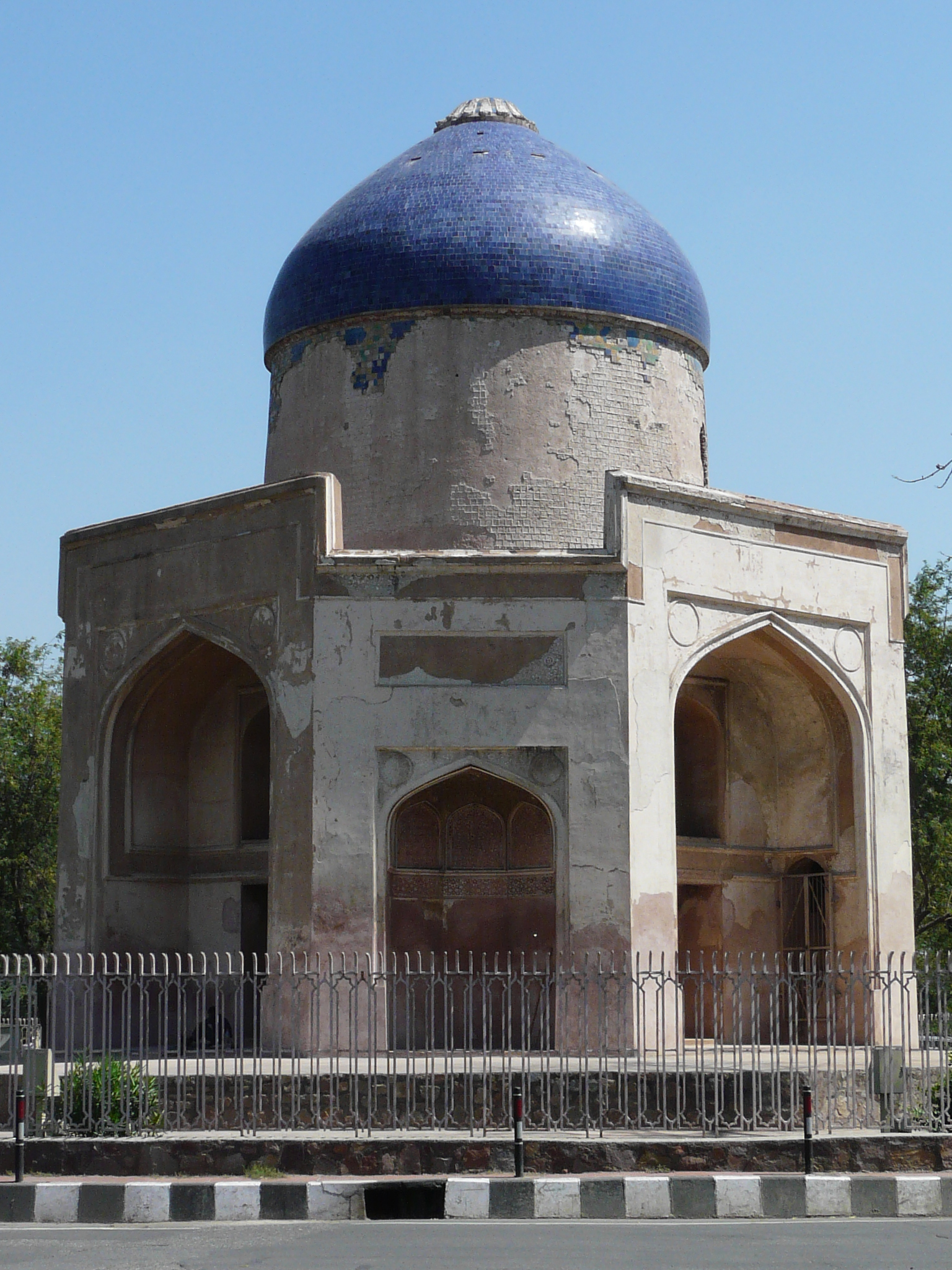
マトゥラ・ロード（en）のロータリー交差点に面したサブズ・ブルジ廟